# Ленинка (Курганская область)
Ленинка — деревня в Далматовском районе Курганской области. Входит в состав Новопетропавловского сельсовета.

## История
Основана в 1925 г. По данным на 1926 год выселок Ключ Новой Жизни состоял из 21 хозяйства. В административном отношении входил в состав Ново-Петропавловского сельсовета Белоярского района Шадринского округа Уральской области.

## Население
| 1989 | 2002 | 2010 |
| ---- | ---- | ---- |
| 141  | ↘111 | ↘30  |

По данным переписи 1926 года на выселке проживало 98 человек (44 мужчины и 54 женщины), в том числе: русские составляли 100 % населения.